# لارس ريهمان
لارس ريهمان (بالألمانية: Lars Rehmann) مواليد 21 مايو 1975 في ليفركوزن، ألمانيا الغربية، هو لاعب كرة مضرب ألماني سابق بدأ مسيرته كمحترف سنة 1993 وكان يلعب باليد اليمنى. أعلى تصنيف له في الفردي كان المركز الـ 87 في سنة 1995. أعلى تصنيف له في الزوجي كان المركز الـ 142 في سنة 1994.

## النهائيات

### الفردي: 2 (0–2)
| الحصيلة | الرقم | السنة | الدورة                       | الأرضية | المنافس       | النتيجة      |
| ------- | ----- | ----- | ---------------------------- | ------- | ------------- | ------------ |
| الوصافة | 1.    | 1994  | سرقسطة، إسبانيا              | صلبة    | ماغنوس لارسون | 6–4, 6–4     |
| الوصافة | 2.    | 1995  | سول المفتوحة, كوريا الجنوبية | صلبة    | غريغ روسديسكي | 6–4, 3–1 (R) |

### الزوجي: 1 (0–1)
| الحصيلة | الرقم | السنة | الدورة          | الأرضية | الشريك        | المنافس                      | النتيجة  |
| ------- | ----- | ----- | --------------- | ------- | ------------- | ---------------------------- | -------- |
| الوصافة | 1.    | 1993  | سيدني، أستراليا | صلبة    | ألكسندر مرونز | باتريك ماكنرو ريتشي رينيبريغ | 6–3, 7–5 |

## روابط خارجية
- لارس ريهمان على موقع رابطة محترفي التنس (الإنجليزية)
- لارس ريهمان على موقع الاتحاد الدولي لكرة المضرب (الإنجليزية)
- لارس ريهمان على موقع خلاصة التنس.كوم (الإنجليزية)